# Damjan Kovacevic
Damjan Kovacevic (* 28. August 2004 in Rottenmann) ist ein österreichischer Fußballspieler.

## Karriere
Kovacevic begann seine Karriere beim FC Blau-Weiß Feldkirch. Zur Saison 2018/19 kam er in die AKA Vorarlberg, in der er bis 2023 sämtliche Altersstufen durchlief. Ab der Saison 2021/22 kam er zudem für seinen Stammklub Feldkirch zum Einsatz, in der Saison 2021/22 kam er zu sieben Einsätzen in der Vorarlbergliga, in der Saison 2022/23 spielte er viermal in der fünfthöchsten Spielklasse.
Zur Saison 2023/24 wechselte Kovacevic zum Bundesligisten TSV Hartberg, bei dem er einen bis Juni 2026 laufenden Vertrag erhielt. Nachdem er zunächst primär für die Amateure gespielt hatte, debütierte er im April 2024 in der Bundesliga, als er am 26. Spieltag jener Saison gegen den SK Sturm Graz in der 82. Minute für Dominik Frieser eingewechselt wurde.